# Gamjatang
Gamjatang is een pittige Koreaanse soep met als ingrediënten onder meer varkens wervels, groente, aardappelen, pepers en wilde sesam bladeren. Vaak wordt ten onrechte aangenomen dat de soep zijn naam kreeg vanwege de aardappelen (gamja in het Koreaans) in de soep. De term gamja slaat echter terug op de stukken wervel die in de soep zitten. De soep heeft een donker rode kleur door de toevoeging van Spaanse pepers.

## Oorsprong
Het gerecht kent zijn oorsprong in de periode van de drie koninkrijken. In die tijd werden in zuidelijke provincie Jeolla ossen gebruikt voor het planten van rijst. De boeren hielden zwijnen voor het vlees en dus werd er op speciale dagen varkensvlees gegeten in plaats van rund.

### Verspreiding
Gamjatang komt uit de zuidelijke provincie Jeollanam-do. In die tijd stond de provincie bekend als de plaats waar men zwijnen hoedde. Toen aan het einde van de 19e eeuw het reizen tussen verschillende steden in Korea steeds eenvoudiger werd en mensen (soms geforceerd) verhuisden naar onder meer Seoel en Incheon begon het gerecht aan een opmars in populariteit. Al snel stond het bekend als een gerecht representatief voor Incheon.